# Saint-Aubin-Épinay
Saint-Aubin-Épinay là một xã thuộc tỉnh Seine-Maritime trong vùng Normandie miền bắc nước Pháp.

## Dân số
| 1962                                            | 1968 | 1975 | 1982 | 1990 | 1999 | 2006 |
| ----------------------------------------------- | ---- | ---- | ---- | ---- | ---- | ---- |
| 573                                             | 573  | 502  | 555  | 917  | 949  | 972  |
| Starting in 1962: Population without duplicates |      |      |      |      |      |      |